# 文集镇
文集镇，是中华人民共和国湖北省荆门市钟祥市下辖的一个乡镇级行政单位。

## 行政区划
文集镇下辖以下地区：
文集社区、沿山村、大庙村、胡港村、魏湖村、群喜村、齐心村、文集村、沿河村、青林村、青星村、马桥村、王集村、幸福村、同建村、横堤村、同盟村、东建村、星光村、何埂村、阎滩村、流港村、塘港村、汉林村、康集村和张垱村。